# Euroliga 2003./04. (vaterpolo)
Ovo je četrdeset i prvo izdanje elitnog europskog klupskog vaterpolskog natjecanja. Sudjelovalo je 38 momčadi, a Final Four održan je u Budimpešti u Mađarskoj.
Poluzavršnica
- Honvéd -  Primorje 7:6
- Šturm -  Jadran Herceg-Novi 3:5

Završnica
- Honvéd -  Jadran Herceg-Novi 7:6

- sastav Honvéda (prvi naslov): István Gergely, Olivér Kovács, Miklós Bereczki, Rajmund Fodor, Attila Bárány, Gergely Kiss, Márton Szívós, Tamás Molnár, Attila Vári, Viktor Paján, Sándor Sugár, Péter Biros, Zoltán Kovács, Ottó Frikk